# 26319 Miyauchi
26319 Miyauchi este un asteroid din centura principală de asteroizi.

## Descriere
26319 Miyauchi este un asteroid din centura principală de asteroizi. A fost descoperit pe 26 octombrie 1998 la Nanyo de Tomimaru Okuni. Asteroidul prezintă o orbită caracterizată de o semiaxă mare de 2,39 ua, o excentricitate de 0,09 și o înclinație de 6,1° în raport cu ecliptica.